# Енджел-Стедіум
«Енджел-Стедіум-оф-Анагайм» (англ. Angel Stadium of Anaheim) — багатофункціональний стадіон у місті Анагайм, Каліфорнія, США, домашня арена бейсбольного клубу «Лос-Анджелес Ейнджелс-оф-Анагайм».
Стадіон побудований протягом 1964–1966 років та відкритий 19 квітня 1966 року. У 1998 році реконструйований. Потужність арени становить 45 477 глядачів.
У 1966–1997 роки стадіон мав назву «Анагайм Стедіум», протягом 1998–2003 — «Едісон Інтернешнл Філд оф Анагайм». У 2003 році арена перейменована на «Енджел Стедіум оф Анагайм».